# Borda d'Erdo
La Borda d'Erdo és una antiga borda del terme municipal de Sarroca de Bellera, del Pallars Jussà. Està situada al costat mateix de la carretera local que des de Sarroca de Bellera mena a Erdo, Santa Coloma d'Erdo i Larén. És a prop i al nord-est del poble abandonar de Santa Coloma d'Erdo.